# تاینر (ایندیانا)
تاینر، ایندیانا (به انگلیسی: Tyner, Indiana) یک منطقهٔ مسکونی در ایالات متحده آمریکا است که در شهرستان مارشال واقع شده‌است.

## خصوصیات
تاینر ۲۴۵٫۰۶ متر بالاتر از سطح دریا واقع شده‌است.